# Músculo recto lateral de la cabeza
El músculo recto lateral de la cabeza (musculus rectus capitis lateralis) es un corto y plano músculo que se origina desde la superficie superior de la apófisis transversa del atlas, e insertándose en la superficie bajo de la apófisis yugular del hueso occipital. Este tiene el trabajo de flexionar el cuello.
Es inervado por un nervio rama de la C1 y C2 que lleva su mismo nombre.